# Bradysia latiala
Bradysia latiala är en tvåvingeart som beskrevs av Yang och Zhang 1994. Bradysia latiala ingår i släktet Bradysia och familjen sorgmyggor.
Artens utbredningsområde är Shanghai (Kina). Inga underarter finns listade i Catalogue of Life.